# Antwerpse Zuidstatie

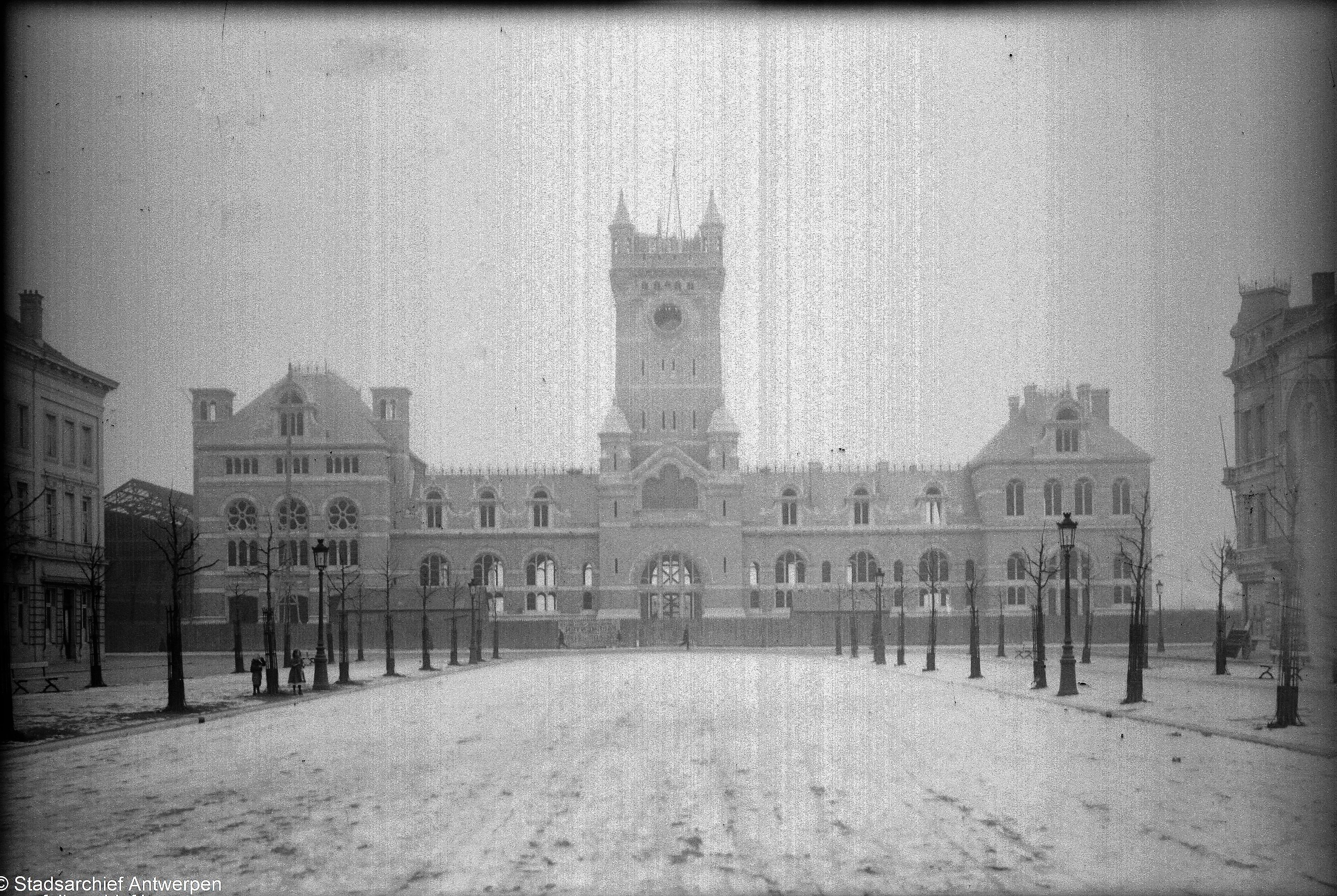
Stationsgebouw in opbouw

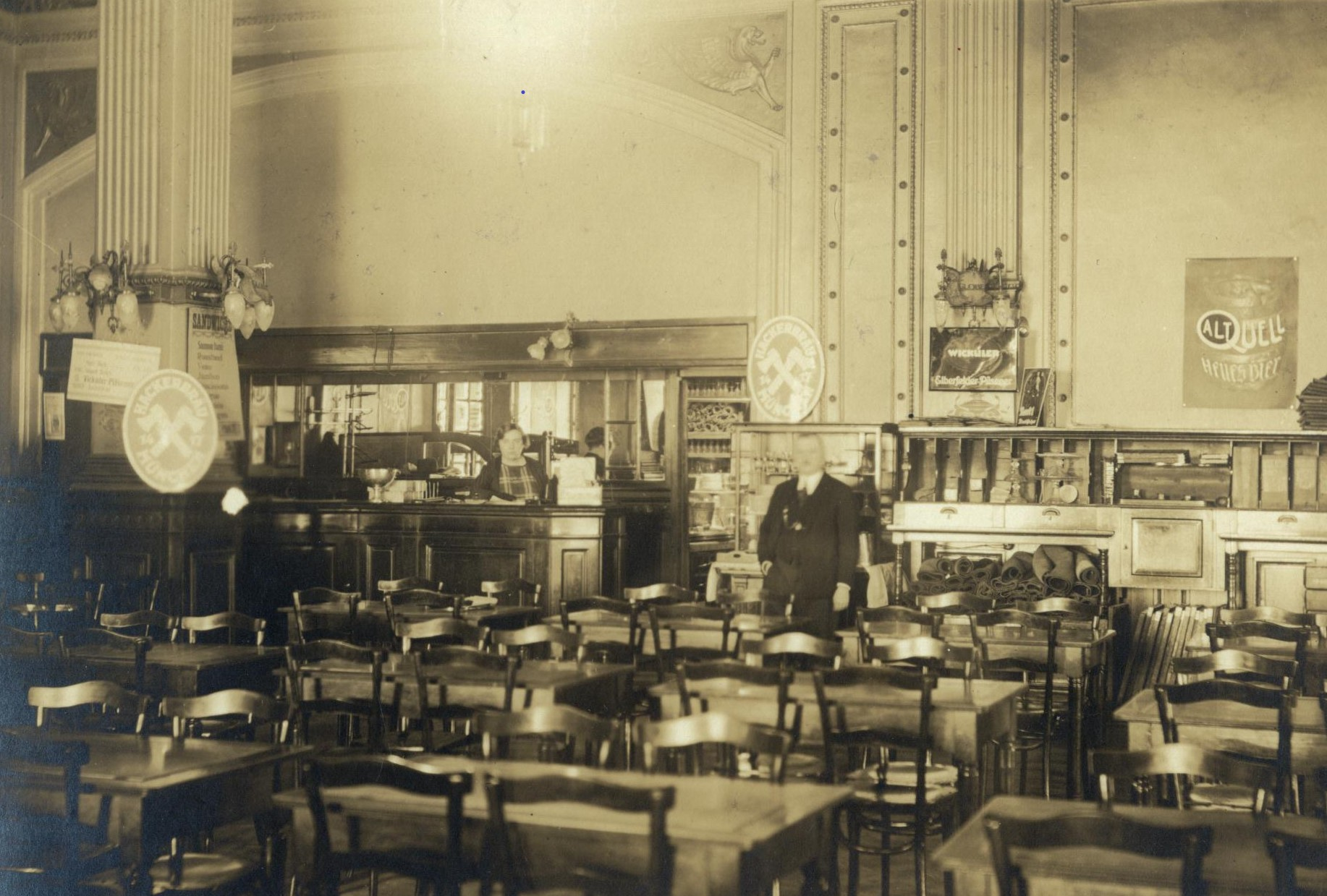
Buffetzaal

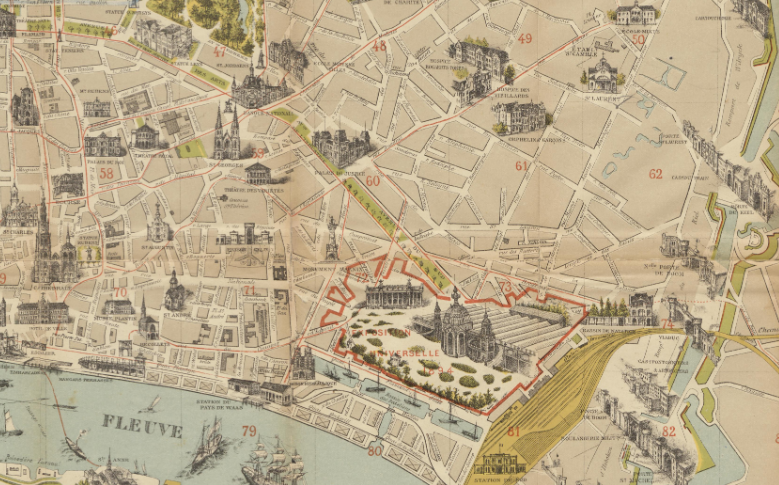
Kaart wereldtentoonstelling 1894

De originele Antwerpse Zuidstatie was een combinatie van een goederenstation en een kenmerkend neoclassisitisch personenstation van de hand van architect Jules Jacques Van Ysendyck. Het eerste voorlopig station lag op dezelfde locatie aan de 19de-eeuwse Brusselstraat. Na de wereldtentoonstelling van 1894 werd de buurt heraangelegd en ontstond de Zuiderplaats. De locatie komt overeen met die van het huidige gerechtsgebouw aan de Bolivarplaats (Vlinderpaleis).

## Geschiedenis
- 1567 - aan de zuidrand van Antwerpen bouwt de Spaanse Hertog van Alva een citadel.
- 1874 - ontwikkeling van goederenactiviteiten aan de kaaien op het Zuid.
- 1878 - opening van een eerste station met als naam Antwerpen-Zuid dat bediend wordt met stoomtreinen.
- 1881 - de sloop van de Spaanse citadel is voltooid. Plannen tonen dat het Zuidstation aan de Brusselstraat westelijk tot aan de Nouveau quai - Nieuwe Kaai loopt langs de Rue de la Rampe - Rampstraat.[1]
- 1882 - de goederensporen worden verbonden met de Scheldekaaien.
- 1894 - voor de bezoekers van de wereldtentoonstelling maakt men een nieuwe directe toegangspoort in de stadsmuur. De Rampstraat verschijnt nu als de Van der Sweepstraat.
- 1898 - begin januari wordt het bouwdossier voor het nieuwe personenstation met aangrenzende parking en tweedelig plein ingediend. Het zal liggen aan de Zuiderplaats met diverse aankomende straten waaronder oostelijk nog de Brusselstraat maar het westelijk deel richting kaai nu als de Gentstraat.[2]

- 1903 - opening van het monumentaal gebouw voor personenvervoer.
- 1912 - treinreizigers verlaten het station via de versierde Zuiderplaats voor het bezoek en de rondtocht van Koning Albert I en Koningin Elisabeth.
- 1935 - vanaf dit jaar start de elektrificatie van het Belgisch spoorwegennet. Deze maakt pas echt vaart na Wereldoorlog II.
- 1953 - als onderdeel van een tentoonstellingsreis lang Belgische stations, kunnen bezoekers op één van sporen de dode 30m lange en 60 ton zware walvis "Mrs Harvoy" aanschouwen.[3]
- 1965 - verhuis van het personenstation naar Station Antwerpen-Zuid aan de Kolonel Silvertoplaan.
- 1965 - afbraak van het station voor de nieuwe stedelijke verkeersnoden en aansluiting met de Kennedytunnel.
- 1966 - de laatste Belgische stoomtrein verhuist naar een museum.
- 2006 - opening op dezelfde locatie van het Antwerpse gerechtsgebouw bijgenaamd het Vlinderpaleis.

## Beschrijving

### Personenstation
Het gebouw opgetrokken in donkere bakstenen met lichte speklagen had 2 bijna symmetrische vleugels en een centrale toren. Het wordt bijna altijd als een lineaire structuur getoond, maar had een L-vorm. De rechterzijde liep door in de diepte waar deze vleugel aansluiting gaf met de reizigersperrons. De treininfrastructuur bestond uit negen sporen en 5 perrons, waarvan de voorste 3 met overkapping. Eveneens aan de rechterzijde was er een metalen overkapping die dienst deed als parkeer- en losplaats. Het gebouw had kantoren, loketten en een buffetzaal.  
De wijk 't Zuid met horeca, cultuur en dokken lag binnen wandelafstand. Heel gekend was het vlakbij op de hoek gelegen café "De wachtzaal". Passagiers die verder wensten te reizen konden op het plein aansluiting vinden met tram 1 tot aan het Noordkasteel of later de trolleybus lijn 6 nemen tot in Borgerhout. In augustus 1929 diende de intussen tot buslijn omgevormde lijn 1 ook als eerste trolleybus proefproject tussen het Zuidstation en de Petroleumtanks als lijn 13. Ook tramlijn 24 via het centraal station tot op Silsburg bestond al begin 20ste eeuw.

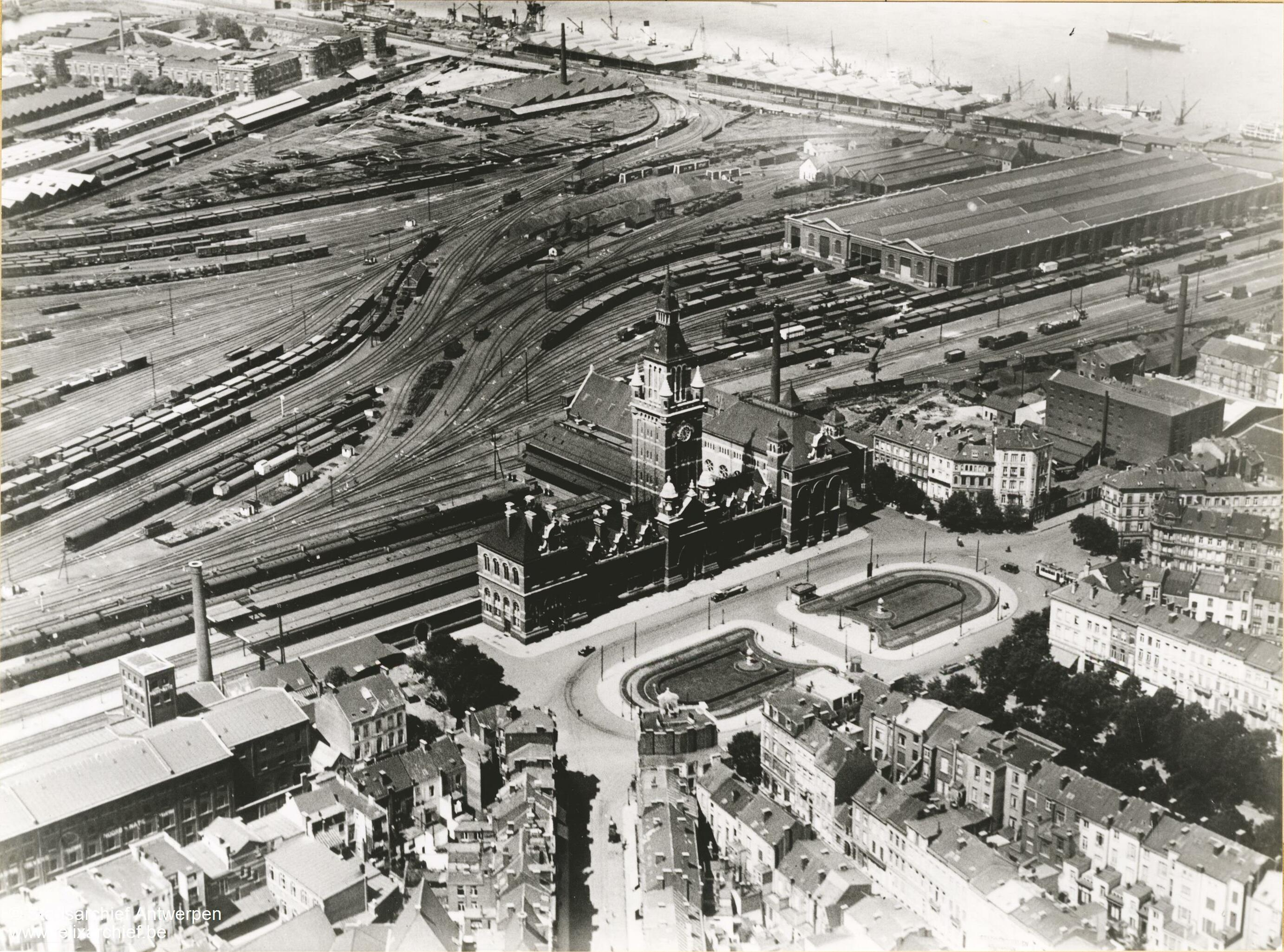
Luchtzicht 1
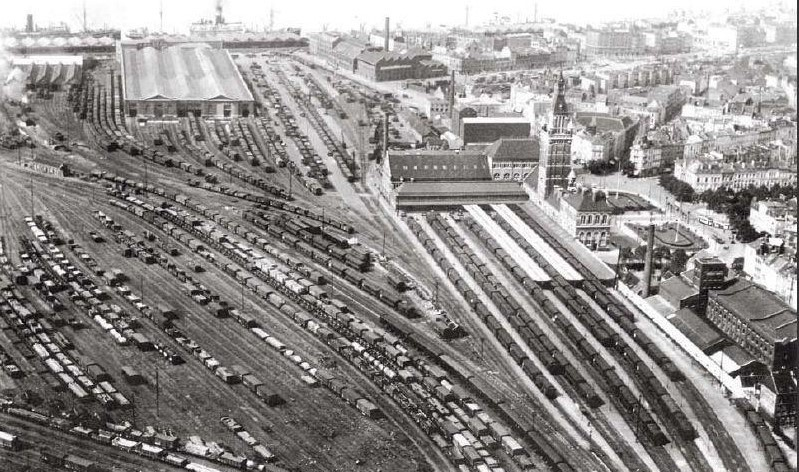
Luchtzicht 2
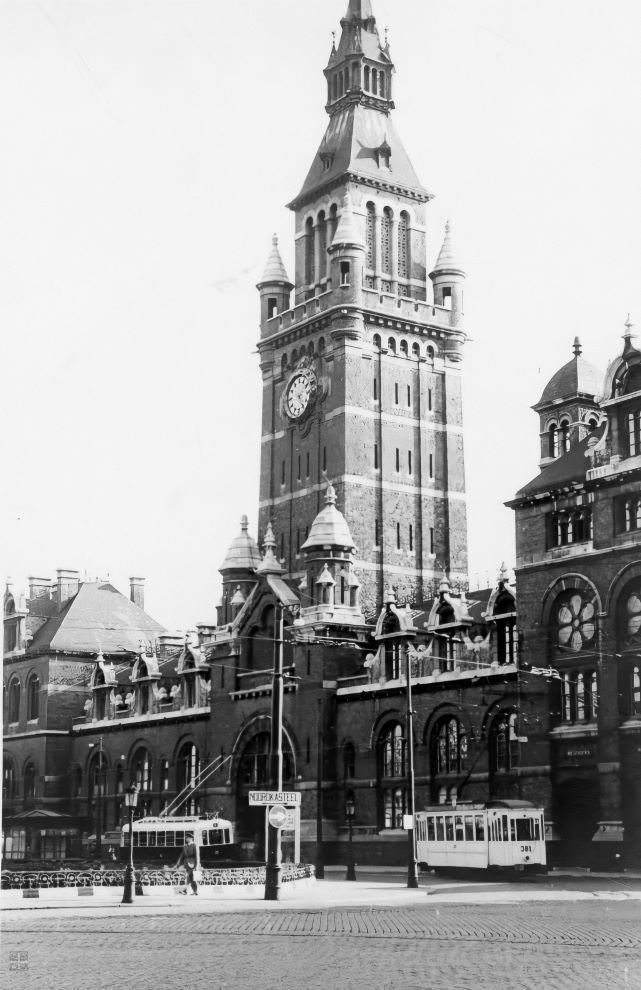
Zijzicht
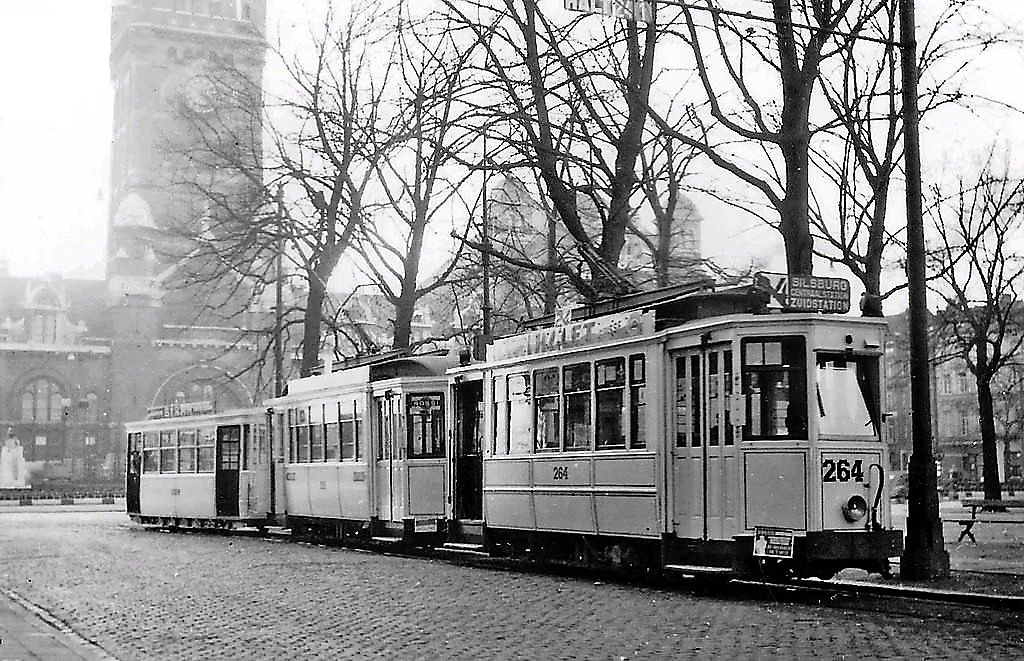
Tramlijn 24

### Goederenstation
Het lokale transport over het spoor begon reeds in 1878. Het goederenstation lag iets zuidelijker en dichter tegen de Schelde. Het bezat een groot aantal sporen naar het binnenland maar sloot ook aan op de Scheldekaaien. Via deze lijn naast de rivierhangars konden treinen langs station Antwerpen-Waas de noordelijke haven met haar dokken en opslagplaatsen bereiken.